# Brocarda
Die Brocarda (auch Brocardica) waren Sammlungen kurzgefasster juristischer Argumente, welche die mittelalterlichen Juristen in Bologna als Hilfestellung für Prozesse zusammenstellten. Dabei stellten sie besonders Argumente und Gegenargumente gegenüber und untermauerten sie mit Belegstellen. Seit 1180 sind sie auch in individuellen Autoren zuweisbaren Schriften überliefert. Unter den wichtigen Brocardasammlungen sind die ältesten: die anonymen kanonistischen Brocarda de praesumptionibus „Hic locus in iudiciis“, der Libellus disputatorius des Pilius und die Brocardica Dolum per subsequentia purgari (vermutlich von Otto Papiensis). Wichtige jüngere Brocardicasammlungen sind: die zweite Fassung des Libellus disputatorius von Pilius (etwa 1195), die Brocardica des Richardus Anglicus (vor 1198), die Brocardica aurea des Azo (vor 1204/09) und die Brocardica des Damasus von Ungarn (1210/15).
Die Bezeichnung „Brocarda“ hat nichts mit dem Liber decretorum des Burchard von Worms († 1025) zu tun, auch wenn Burchards Name oft als „Brocardo“ oder ähnlich wiedergegeben wurde.
Die Bezeichnung der Brocarda leitet sich vielmehr von broccus für „hervorstehend (von den Zähnen der Tiere)“, vulgärlateinisch *brocca, und romanisch für „Spieß“ ab. Die Brocardica waren also im Bologneser Juristenjargon „Prozesswaffen“.